# БМП-1КШ
БМП-1КШ «Поток-2» (Индекс ГБТУ — Объект 774) — советская командно-штабная машина оперативно-тактического звена управления. Разработана в конструкторском бюро Челябинского тракторного завода на базе боевой машины пехоты БМП-1. Серийное изготовление было налажено на Рубцовском машиностроительном заводе в 1976 году.

## Описание конструкции

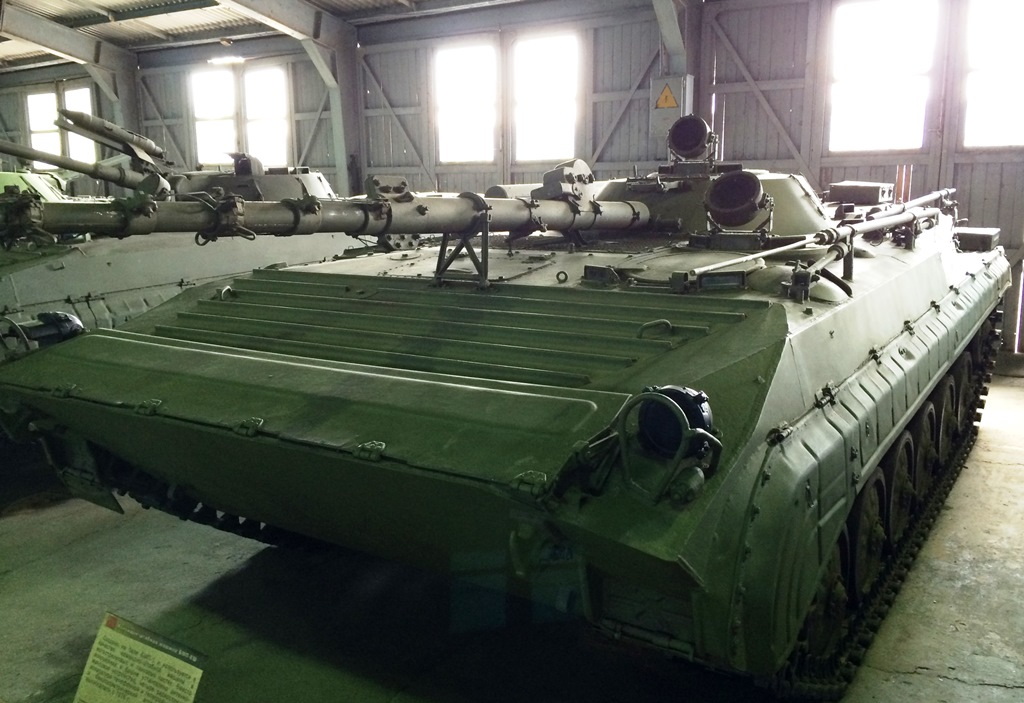
БМП-КШ в Центральном музее бронетанкового вооружения и техники

### Броневой корпус и башня
Командно-штабная машина БМП-1КШ создана базе БМП-1. Штатное вооружение отсутствует, вместо орудия и пулемёта телескопическое антенно-мачтовое устройство. Колпак башни установлен неподвижно на крыше корпуса машины. В комплекте возимого вооружения 7,62-мм единый пулемёт ПК, огонь из пулемёта может вестись через амбразуру в кормовой двери. Возимый боекомплект 2000 патронов. Основное назначение БМП-1КШ — организация радиосвязи в подвижных пунктах управления. Экипаж из трёх человек: механика-водителя и двух радистов-операторов. Радисты в кормовой части машины. В корпусе 4 места для офицеров.

### Средства наблюдения и связи
БМП-1КШ имеет три канала УКВ и один канал КВ радиосвязи. В состав средств связи входят радиостанции Р-130М, Р-111, Р-123МТ. Каждая радиостанция может работать независимо друг от друга. Управление может производится с мест радистов-операторов, командира и офицера, кроме того управление возможно через два аппарата ТА-57, подключаемых по проводному каналу связи. Для обеспечения работы средств связи на марше и на коротких остановках в БМП-1КШ установлен генератор Г-209Б. Генератор присоединён передаточным устройством к двигателю шасси. Во время стоянки используется выносной агрегат питания АБ-1-П/30-М1-1. Для ориентирования на местности БМП-1КШ имеет навигационную аппаратуру ТНА-3.

## Модификации
- БМП-1КШ — базовая модификация
- БМП-1КШМ — модернизированная версия с установкой более современного оборудования, внешних отличий от базового образца практически нет[4]

## Операторы
- Страны варшавского договора
- СССР — 15 БМП-1КШ в зоне «до Урала», по состоянию на 1991 год[5], перешли к образовавшимся после распада государствам
  -  Россия
  -  Узбекистан — на вооружении по состоянию на 2023 год[6]

## Служба и боевое применение
1. Афганская война (1979—1989)[7]
2. Разгон Верховного Совета России[8]
3. Первая Чеченская война[4]
4. Вторая Чеченская война[4]
5. Вторжение России на Украину (с 2022)

## Сохранившиеся экземпляры
- Россия — 1 БМП-1КШ находится в Центральном музее бронетанкового вооружения и техники в Кубинке
- Россия — 1 БМП-1КШ находится в техническом музее ОАО «АВТОВАЗ» в Тольятти.